# محو الجوع

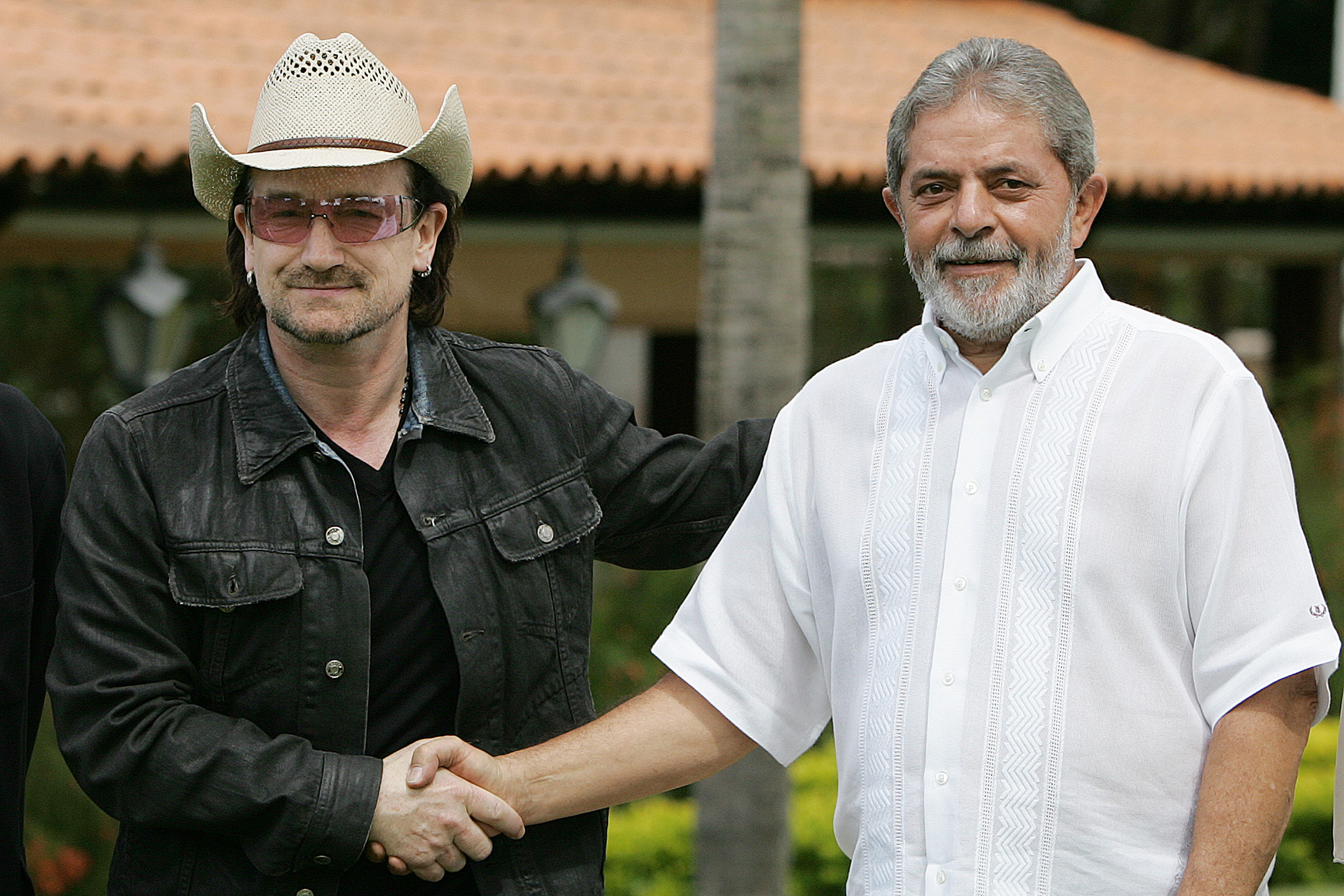

محو الجوع (بالبرتغالية: Fome Zero) هو برنامج أقره رئيس البرازيل السابق لولا دا سيلفا في 30 يناير عام 2003 يهدف إلى القضاء على الجوع بكل أنواعه من البلاد. يُشار إلى أن البرازيل تلقت من منظمة الأغذية والزراعة «الفاو» مساعدة مالية قيمتها مليون دولار من أجل أن يتجاوز هذا البلد محنته، حيث بلغ عدد الفقراء 44 مليون نسمة ويتمركزون خصوصا في شمال البلاد.

## عن البرنامج
تُعتبر وزارة التنمية الاجتماعية ومكافحة الجوع المسؤولة عن تنسيق هذا المشروع الذي يضع الحكومة تحت رهان تنفيذ إستراتيجية ضمان حق الحصول على المواد الغذائية الأساسية للجياع في البرازيل. يقدم البرنامج أشكالا عديدة للمساعدة والتي تتراوح بين المساعدات المالية المباشرة الموجهة للأسر الأكثر فقرا (مع بطاقة علاوة الأسرة) إلى استراتيجيات مختلفة مثل إنشاء خزانات المياه في المناطق شبه القاحلة في البرازيل، إنشاء مطاعم ذات تكلفة منخفضة، وتثقيف الأشخاص بعادات الأكل الصحية، وتوزيع الفيتامينات ومكملات الحديد، وتحسين مستوى عيش أصحاب المزارع وتمكين الحصول على قروض صغيرة.
يُعتبر برنامج محو الجوع أضخم مبادرة قامت بها الحكومة البرازيلية لمكافحة الجوع في تاريخ البلاد، وبُني على أساس مشاريع مماثلة قامت بها الحكومات السابقة.

## إنجازات البرنامج
وفقا لبحث روجت له بعض الجامعات والمعهد البرازيلي للجغرافيا والإحصاء، فقد ساهم هذا المشروع بشكل واضح في الآونة الأخيرة في مساعدة البرازيل في حربها ضد الفقر. وفي تقييم مسبق في الاقتصاد القياسي الذي أجراه برنامج بوسا-إسكولا الذي خلُص إلى أن هناك ارتفاعا جليا في معدلات حضور الأطفال للمدارس بعد أن كان أكثرهم ضحية لعمالة الأطفال.
وقد صرح البنك العالمي الذي أنشأ مشروع بولسا فاميليا عام 2005 لمساعدة الحكومة البرازيلية في إدارة برنامج علاوة الأسرة أن «بالرغم من أن البرنامج مازال فتيا نسبيا، فإن آثاره أصبحت واضحة، كالمساهمة في تحسين نتائج التعليم، وآثار ذلك على نمو الأطفال، والاستهلاك الغذائي، ونوعية الغذاء»
وفي دراسة قام بها برنامج الأمم المتحدة الإنمائي، وجد أن أكثر من 80٪ من فوائد برنامج علاوة الأسرة قد انتفعت بها الأسر التي تشكو من الفقر، وبذلك فإن المساعدات خُصصت في الأكثر إلى الفقراء. كما أشارت تقارير بأن علاوة الأسرة كان له الفضل في انخفاض بنسبة 20% في معدل انعدام المساواة والذي لقي ترحيبا كبيرا في ظل بلد يشهد أعلى درجات انعدام المساواة في العالم.
كما خلصت البحوث التي أجراها البنك الدولي إلى أنه وقع انخفاض كبير في استغلال عمالة الأطفال من بين الأطفال الذي شملهم برنامج علاوة الأسرة.
ومن إحدى الآثار الإيجابية للبرنامج التي لم تكن انعكاساتها فورية، هي قدرته على جعل العائلات الأشد فقرا قادرة على أن تطعم نفسها بنفسها. كما ينتفع الأطفال بوجبة مجانية واحدة في اليوم بالمدارس العامة، ووجبتان بالمناطق الأشد فقرا، كما تستفيد عائلاتهم من هذه الامتيازات ولكن بدرجة أقل كون أنها مجبرة أحيانا على دفع ثمن الغذاء.
وفي استطلاع قامت به بولسا فاميليا وذكرت أن 82.4٪ يأكلون بشكل أفضل، وقد تمت الإشارة أيضا بأن دخل العائلات الفقيرة ارتفع بنسبة 25٪.

## النقد
كون أنه برنامج ناجح فهذا لايعني أنه لا يخلو من الثغرات، فقد انتقد دايفيد دي فيراندي الممثل عن أمريكا اللاتينية والبحر الكاريبي في مجموعة البنك الدولي عام 2003 البرنامج نظرا لافتقاره على خطة واضحة، قائلا بأنه لم يكافح الفقر وانعدام المساواة، إضافة إلى انتقاده لآليات التبرع بالأموال وتوزيع وجمع الطعام.
كما ترى المعارضة وخصوصا الحزب الديمقراطي الاجتماعي البرازيلي وحزب الديمقراطيين أنه برنامج فاشل نظرا لعدم قدرة الحكومة على إدارته بشكل فعال. كما اعتبر موريلو زاويتشي وهو نائب عن أحد الأحزاب بأن البرنامج كان خطيئة مبرر ذلك بوفاة عدد من أطفال السكان الأصليين بسبب سوء التغذية في مدينة دورادوس بولاية ماتو غروسو دو سول، فيما اعتبر هامبيرتو كوستا وزير الصحة آناذاك أن متوسط عدد الموتى غير مثير للقلق.

## اُنظر أيضا
الموقع الرسمي للبرنامج نسخة محفوظة 7 أكتوبر 2010 على موقع واي باك مشين.
جائزة الأغذية العالمية تكرّم لولا وكوفور 